# 796 Саріта
796 Саріта (796 Sarita) — астероїд головного поясу, відкритий 15 жовтня 1914 року.
Тіссеранів параметр щодо Юпітера — 3,249.